# The Kaiser's Shadow
The Kaiser's Shadow (o The Kaiser’s Shadow; or, The Triple Cross) è un film muto del 1918 diretto da R. William Neill. La sceneggiatura si basa su The Triple Cross, storia di Octavus Roy Cohen e J. U. Giesy uscita a puntate, dal 30 marzo al 20 aprile 1918, su All-Story Weekly. Prodotto da Thomas H. Ince, il film aveva come interpreti Dorothy Dalton e Thurston Hall.

## Trama

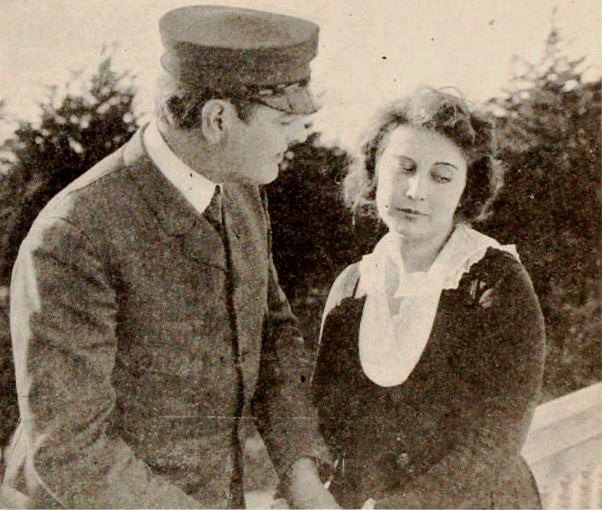
Thurston Hall e Dorothy Dalton

Il giorno del suo matrimonio con Dorothy Robinson, Clement Boyd, inventore di un nuovo potente fucile, viene rapito da Paula Harris, un'agente tedesca, e portato a forza a casa di William Kremlin dove sarà ucciso se non consegnerà i progetti della sua arma. Hugo Wagner, un altro agente, porta nella casa misteriosa anche Dorothy che dovrebbe assistere all'esecuzione del fidanzato. Ma, quando Frederick Fischer va a cercare i piani, non li trova, perché nel frattempo sono stati nascosti da Paula, che in realtà lavora per i francesi. Fischer, allora, minaccia di inoculare a Clement una micidiale mistura di batteri e Paula va a prendere i piani, senza però più trovarli. A salvare Clement giunge una squadra di agenti dei servizi segreti statunitensi, messi in allarme in precedenza da Paula. Hugo, che è anche lui un agente sotto copertura che lavora per gli americani, insegue Kremlin mentre questi cerca di fuggire. Hugo fa fuoco, ma la sua pistola si inceppa; in suo aiuto giunge Paula, che spara al tedesco. Messi a sicuro i piani, i due agenti - che hanno scoperto di stare ambedue dalla stessa parte - si confessano anche il loro reciproco amore.

## Produzione
Il film fu prodotto dalla Thomas H. Ince Corporation.

## Distribuzione
Il copyright del film, richiesto dalla Thomas H. Ince Corp., fu registrato il 15 giugno 1918 con il numero LP12555.
Distribuito dalla Famous Players-Lasky Corporation, il film uscì nelle sale statunitensi il 1º luglio 1918.
Non si conoscono copie ancora esistenti della pellicola che viene considerata presumibilmente perduta.